# Chemin de fer de Hondschoote à Bray-Dunes
La ligne de chemin de fer de Hondschoote à Bray-Dunes a été exploitée entre ces deux villes du département du Nord entre 1903  et 1929 . La ligne était construite en voie métrique.

## Histoire

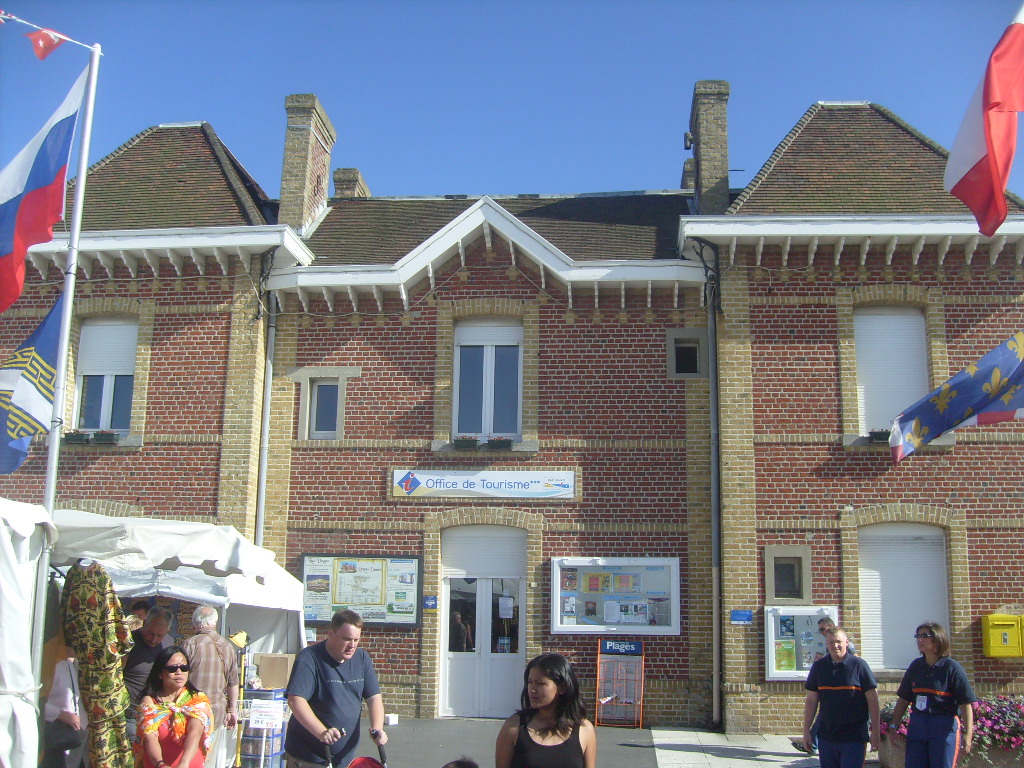
Ancienne gare de Bray-Dunes Plage devenue l'office du tourisme

La concession est attribuée à M. Mathieu Michon qui souhaite la rétrocéder à la Compagnie des chemins de fer d'intérêt local du Nord de la France (NF) sans pouvoir y arriver, tout comme la ligne de Don-Sainghin à Fromelles.
La ligne est mise en service le dimanche 23 août 1903, trois départs dans chaque sens sont prévus par jour, depuis Hondschoote à 7h27, 10h30 et 16h25 et depuis Bray-Dunes 6h21, 9h17 et 15h30. La réception officielle de la ligne n'a cependant eu lieu que le lundi 31 août 1903.
En 1919, l'exploitation est assurée par la Société générale des chemins de fer économiques (SE) jusqu'en 1929.

## La ligne

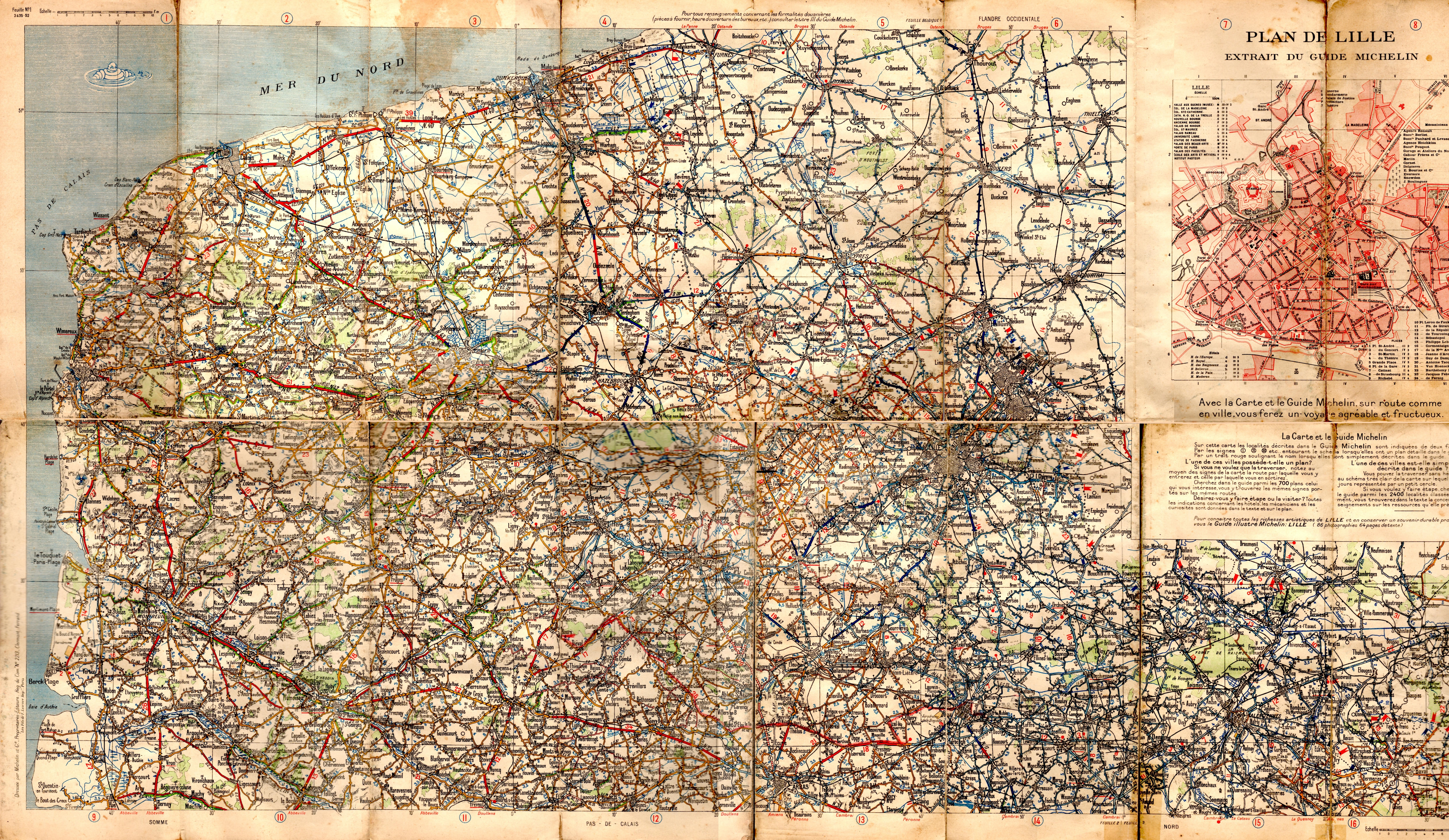
Plan de la ligne en 1920.

- Hondschoote - Ghyvelde - Les Moëres - Bray-Dunes, (18 km) ouverture le 29 août 1903[5], fermeture en 1929

## Gares

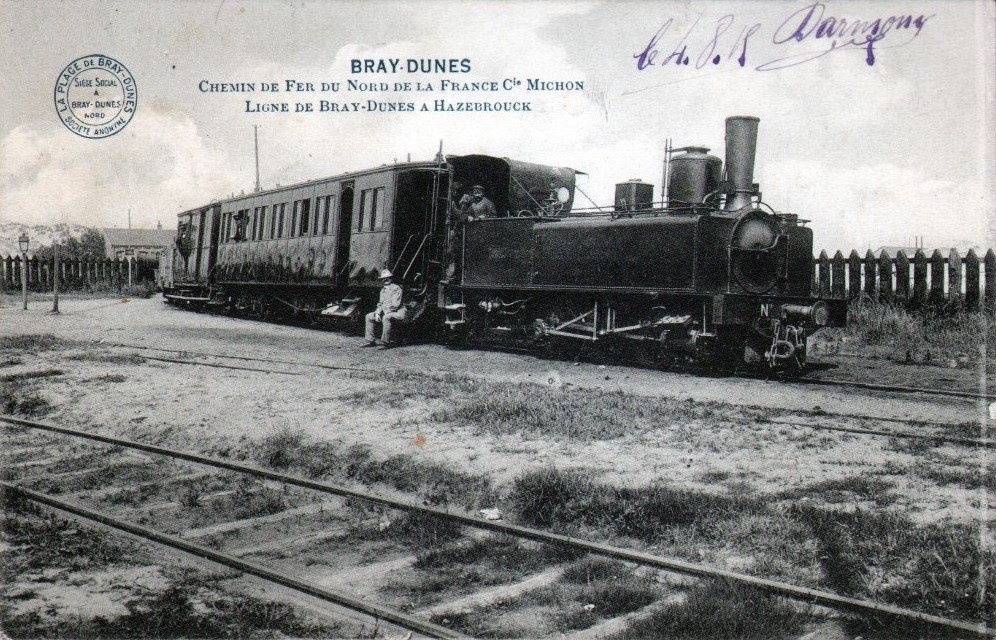
Un train au départ de Bray-Dunes.

- Gare d'Hondschoote avec les Chemins de fer de Flandres
- Gare des Moëres
- Gare de Bray-Dunes avec la Compagnie des chemins de fer du Nord
- Gare de Bray-Dunes Plage (terminus)

## Matériel roulant
Locomotive à vapeur
- N°1 type 030 T, livrée par Corpet-Louvet en 1903, (n° de construction 808)